# (36035) Petrvok
(36035) Petrvok – planetoida z grupy pasa głównego planetoid okrążająca Słońce w ciągu 4 lat i 47 dni w średniej odległości 2,57 j.a. Została odkryta 6 sierpnia 1999 roku w Obserwatorium Kleť w pobliżu Czeskich Budziejowic przez Janę Tichą i Miloša Tichego. Nazwa planetoidy pochodzi od Petra Voka z Rožmberka (1539-1611), założyciela obszernej biblioteki i archiwum Rosenberg w Českým Krumlovie. Przed nadaniem nazwy planetoida nosiła oznaczenie tymczasowe (36035) 1999 PV.